# Джексон Браун, Лилиан
Ли́лиан Дже́ксон Бра́ун (англ. Lilian Jackson Braun; 20 июня 1913, Чикопи, Хампден, Массачусетс, США — 4 июня 2011, Ландрум, Спартанберг, Южная Каролина, США) — американская журналистка и писательница, известная серией «уютных» детективных романов «Кот, который…»
С 2022 года в рамках премии «Эдгар» присуждается премия в честь Браун.

## Биография
Лилиан Джексон родилась 20 июня 1913 года в Чикопи, Хампден, Массачусетс, США, в семье домохозяйки Клары Уорд Джексон и изобретателя Чарльза Джексона. У Лилиан были сестра Флоренс и брат Ллойд. Детство она провела в штатах Род-Айленд и Мичиган, куда семья переехала в связи с работой её отца.
Приступив к трудовой деятельности, Лилиан Браун менее недели проработала официанткой, затем поступила в детройтское издательство, где в начале карьеры занималась составлением рекламных текстов, а со временем возглавила отдел по связям с общественностью. Она рано начала писать, публикуя свои спортивные стихи в «Detroit News». Затем сочиняла рекламные объявления для многих детройтских магазинов. Около 30 лет — до выхода на пенсию в 1978 году — проработала редактором в печатном издании «Detroit Free Press», где писала тематические статьи в своей колонке «The Good Living» о дизайне интерьера, об искусстве, а также обзоры о кухонных гаджетах и других товарах для дома.
Лилиан Джексон Браун умерла от лёгочной инфекции 4 июня 2011 года в хосписе в Ландруме, Южная Каролина. Ей было 97 лет. О кончине супруги сообщил 87-летний муж Эрл Беттингер, отметив, что на пороге смерти Лилиан сокрушалась, что не сможет завершить свой последний роман, которого ждут читатели. Тело покойной было кремировано. Поминальная служба не проводилась.
Лилиан Джексон Браун Беттингер пережила сестру, брата, первого мужа Луиса Пола Брауна. Второй муж Эрл А. Беттингер (англ. Earl A. Bettinger; 24 ноября 1923 — 20 июля 2020) пережил её на 9 лет, окончив земной путь на 97-м году жизни.

## Творчество
По словам Браун, писательство было страстью всей её жизни: сначала писала для развлечения, потом литературное творчество стало её профессией. Дар рассказчика она унаследовала от матери, «которая могла сделать рассказ о будничном походе в магазин уморительным».
В середине 1960-х годов из окна квартиры Лилиан Джексон Браун выпал и погиб её первый питомец — сиамский котёнок Коко. Чтобы избавиться от стресса и кошмарных снов, в которых она или её тогдашний муж Луис Пол Браун падали с большой высоты и разбивались насмерть, Лилиан написала рассказ «Грех мадам Флой» — историю о жаждущей отомстить за смерть своего сына кошке по кличке Флой. Рассказ был опубликован, и в издательстве E. P. Dutton автору предложили написать что-нибудь детективное, и непременно с участием котов. Браун последовала совету — из-под её пера вышло первое произведение о криминальном журналисте Джиме Квиллере, раскрывающем преступления в союзе с необычайно проницательным сиамским котом по кличке Као Ко Кун (сокращённо Коко), причём четвероногому партнёру отведена отнюдь не роль простоватого доктора Ватсона. Полное имя, как пояснил в книге первый владелец кота, погибший в дальнейшем «критик по искусству Маунтклеменс», было дано в честь китайского художника Као Ко Куна, или Гао Кэгуна (1248—1310), ибо «он и сам обладает достоинством и изяществом китайского художника». Детективный роман, озаглавленный «Кот, который читал справа налево», вышел в свет в 1966 году. В 1967—1968 были выпущены ещё два романа — «Кот, который играл в слова» и «Кот, который проходил сквозь стены». Издание «The New York Times» назвало Браун «находкой года», но в течение последующих 18 лет не было опубликовано ни одного её романа. Сама Браун объяснила это как проявление с её стороны протеста против меняющихся требований издателей: «Им нужны были секс и насилие, а не истории о котятах. Кровь не мой стиль, так что я просто забыла на время о своем Коте».
Четвёртый роман серии — «Кот, который зверел от красного» — был написан в конце 1960-х годов, а опубликован в 1986, когда Браун было 73 года, благодаря её второму мужу Эрлу Беттингеру, который прочёл текст и настоял, чтобы жена отправила рукопись издателям. После этого Браун выпускала как минимум один роман в год вплоть до 2007 года. Книги, как правило, выходили с посвящением супругу писательницы: «Эрлу Беттингеру — мужу, который…»
Последний роман Браун — «The Cat Who Smelled Smoke» (рус. Кот, который учуял запах дыма), анонсированный издательством, на момент смерти автора не был закончен, и публикацию пришлось отменить. Роман остаётся неопубликованным.

## Интересные факты
В Соединённых Штатах на волне популярности серии Лилиан Джексон Браун были изданы:
- «Кот, который… Книга рецептов» — кулинарная книга, включающая в себя руководство по приготовлению многочисленных блюд, упоминаемых на страницах романов серии;
- «Кот, который… Книга загадок»;
- «Кот, который… Путеводитель» — справочник, помогающий сориентироваться в географии приключений и перемещений Квилла и его уникальных кошек;
- пародия «Кот, который убил Лилиан Джексон Браун» («у поклонников Браун успехом не пользуется»)[17].

В переводе на русский язык с английского выпущена серия книг американской писательницы Сьюзан Конант «Пёс, который…» (в оригинале название серии иное, не содержащее отсылки к произведениям Лилиан Джексон Браун: Dog Lover's Mystery, т. е. «Детективный роман для любителей собак»). В частности, вышло в свет несколько романов в санкт-петербургском издательстве «Азбука» — «Пёс, который порвал поводок» (A New Leash on Death, 1990), «Пёс, который взломал дверь» (Dead and Doggone, 1990), «Пёс, который говорил правду» (A Bite of Death, 1991), «Пёс, который боролся за свои права» (Paws Before Dying, 1991).